# FUG

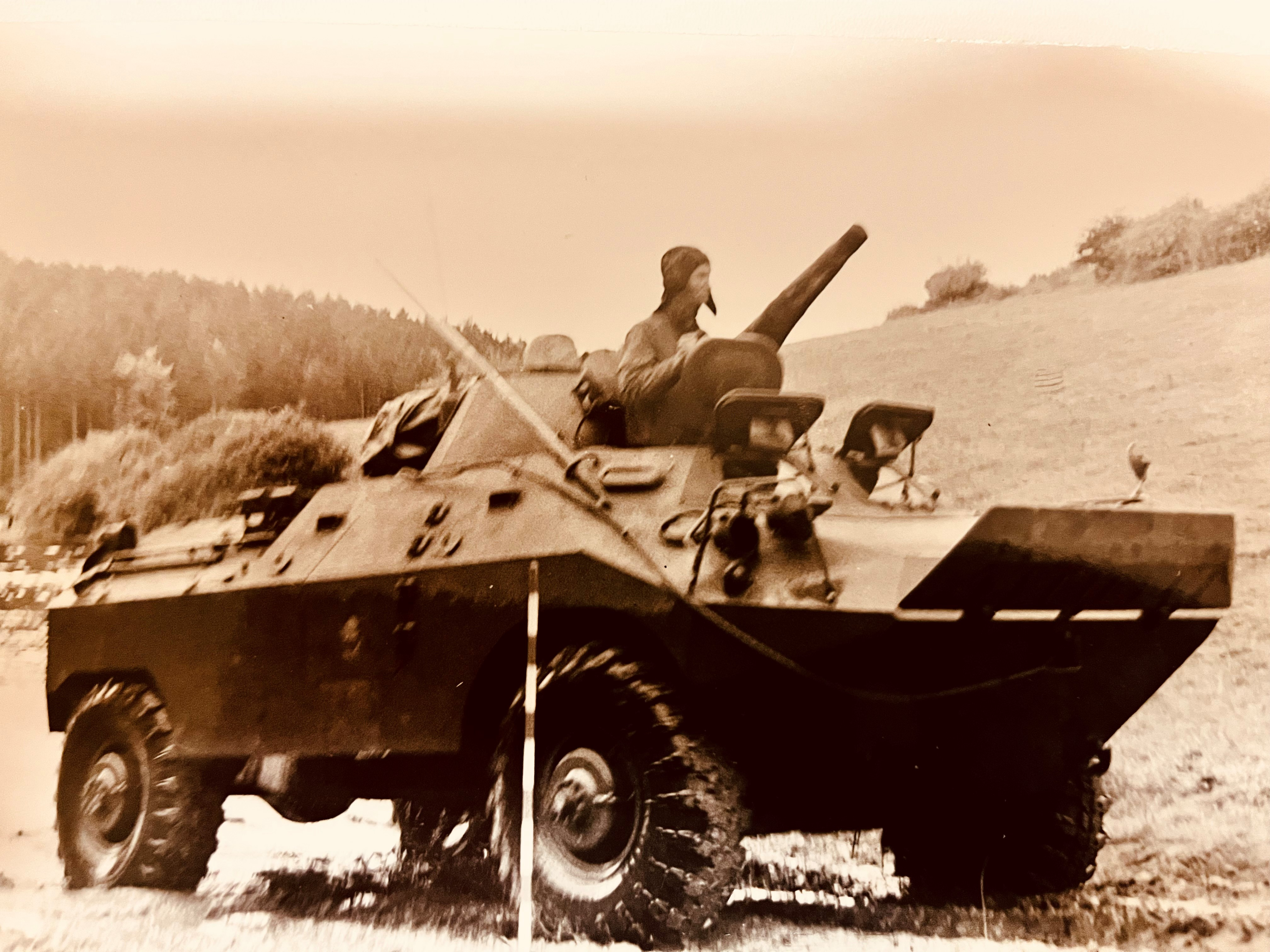
PSH der Bereitschaftspolizei im Jahr 1980 nach der Wasserdurchfahrt.

Der Spähpanzer PSH ist ein ungarischer Schützenpanzerwagen. Der Aufklärungspanzer FUG ist die erste Generation dieser Fahrzeuge. FUG ist eine Abkürzung für Felderítő Úszó Gépkocsi (deutsch Schwimmfähiges Aufklärungsfahrzeug).

## Geschichte
Der FUG wurde ab 1964 bei der Firma Raab in Győr, Ungarn produziert. Die vier absenkbaren Mittelräder wurden später entfernt. Der Spähpanzer PSH wurde ab 1966 in Ungarn produziert, er ist eine Weiterentwicklung des FUG.
Die leichte Panzerung bietet seiner Besatzung Schutz vor Beschuss mit Handfeuerwaffen einschließlich Kaliber 7,62 × 51 mm NATO AP sowie vor Granatsplittern. Der PSH ist zudem sehr mobil und voll schwimmfähig. Der Schwimmantrieb erfolgt durch zwei Wasserstrahldüsen im Heck, deren Öffnungen bei Nichtgebrauch durch eine Schiebeklappe verschlossen sind.
Diese Fahrzeuge sind bei keinem Nutzer mehr in Gebrauch. Ein FUG-65 und ein PSH sind im Schweizerischen Militärmuseum Full ausgestellt, weitere Exemplare sind in den ehemaligen Betreiberländern in Museen ausgestellt.

## Technische Daten
|                                              | FUG                                                | PSH                                        |
| -------------------------------------------- | -------------------------------------------------- | ------------------------------------------ |
| Länge (mm)                                   | 5790                                               | 5695                                       |
| Breite (mm)                                  | 2500                                               | 2500                                       |
| Höhe (mm)                                    | 1940                                               | 2308                                       |
| Radstand                                     | 3200                                               | 3233                                       |
| maximale Geschwindigkeit Straßenfahrt (km/h) | 87                                                 | 80                                         |
| maximale Geschwindigkeit Wasserfahrt (km/h)  | 5–8                                                | 9                                          |
| Reichweite (km)                              | 500                                                | 500                                        |
| Überschreitfähigkeit (m)                     | 1,2                                                | 0,6                                        |
| Steigfähigkeit                               | 60 %                                               | 60 %                                       |
| Kletterfähigkeit (m)                         | 0,4                                                | 0,4                                        |
| Bodenfreiheit (mm)                           | 340                                                | 420                                        |
| Besatzung                                    | 2                                                  | 3                                          |
| Sitzplätze                                   | 4                                                  | 6                                          |
| Motor                                        | Viertaktdiesel D-414.44/2                          | Viertaktdiesel D-414.44/2                  |
| Leistung (PS)                                | 100                                                | 100                                        |
| Drehmoment (Nm)                              | 2300                                               | 2300                                       |
| Hubraum (cm³)                                | 5516                                               | 5516                                       |
| Leermasse (kg)                               | 6200                                               | 6900                                       |
| Gesamtmasse (kg)                             | 6950                                               | 7500                                       |
| Bordspannung (V)                             | 24                                                 | 24                                         |
| sonstige Ausrüstung                          | Lenzpumpe, 2 Wasserstrahltriebwerke, 4 Zusatzräder | Spill, Lenzpumpe, 2 Wasserstrahltriebwerke |
| Bewaffnung                                   | 1 × 7,62-mm-MG                                     | 1 × 14,5-mm-, 1 × 7,62-mm-MG               |
| Kampfsatz                                    |                                                    | 500 × 14,5 mm, 2000 × 7,62 mm              |

## Ehemalige Nutzer
- Deutsche Demokratische Republik: Nationale Volksarmee (PSH), Grenztruppen, Kasernierte Einheiten des MdI, Wachregiment "F. E. Dzierzynski" des MfS (PSH, geführt als gepanzertes Räderfahrzeug 150)
- Irak: Armee (FUG)
- Polen: Armee (FUG)
- Tschechoslowakei: Armee (FUG unter der lokalen Bezeichnung OT-65)
- Ungarn: ungarische Volksarmee (FUG, PSH), ungarische Polizei (PSH)